# Clarinda
Clarinda è una città degli Stati Uniti d'America, situata nello Stato dell'Iowa, nella Contea di Page, della quale è il capoluogo.